# أر بوت
أر بوت ( räumboote باللغة الألمانية ، والتي تعني كاسحة ألغام ) عبارة عن مجموعة من السفن البحرية الصغيرة التي بنيت ككاسحة ألغام لسلاح البحرية النازي قبل وأثناء الحرب العالمية الثانية. لقد تم استخدامها لعدة أغراض أثناء الحرب، واستخدمتها أيضًا لإدارة الألغام في ألمانيا بعد الحرب لإزالة الألغام البحرية.

## الاستخدام التشغيلي
تم بناء ما مجموعه 424 قاربًا في كريغسمارينه قبل وأثناء الحرب العالمية الثانية. استخدمتها البحرية الألمانية في كل المسارح العسكرية ومنها بحر البلطيق والبحر الأبيض المتوسط والبحر الأسود. بالإضافة إلى استخدامها ككاسحات ألغام بحرية، ولمرافقة القوافل والدوريات الساحلية والإنقاذ الجوي.

## فئات قوارب أر
| صف دراسي | قوارب في الصف | الإزاح            | الطول  | بناة                                                                    | ملاحظات                                                |
| -------- | ------------- | ----------------- | ------ | ----------------------------------------------------------------------- | ------------------------------------------------------ |
| R1       | R1-R16        | 60 طن كبير (61 t) | 26 م   | لورسن، بريمن- فيجيساك Abeking وراسموسين ، Lemwerder شليتشينغ، ترافيموند | بنيت 1929-1934                                         |
| R17      | R17-R24       | 115 طن            | 37 م   | شليتشينغ ، ترافيموند ، ابيكينج وراسموسين                                | بنيت 1934-1938                                         |
| R25      | R25-R40       | 110 طن            | 35.4 م | ابيكينج وراسموسين شليتشينغ، ترافيموند                                   | بنيت 1938-1939                                         |
| R41      | R41-R129      | 125 طن            | 37.8 م | ابيكينج وراسموسين شليتشينغ، ترافيموند                                   | بنيت 1939-1943                                         |
| R130     | R130-150      | 150 طن            | 41.1 م | ابيكينج وراسموسين                                                       | بنيت 1943-1944                                         |
| R151     | R151-217      | 125 طن            | 35.4 م |                                                                         | بنيت 1940-1943                                         |
| R218     | R218-300      | 140 طن            | 39.2 م |                                                                         | بنيت 1943-1945 ، R291 - 300 لم تنته في نهاية الحرب     |
| R301     | R301-312      | 160 طن            | 41 م   |                                                                         | بنيت 1942-1945 ، اثنان 533 وأضاف أنابيب طوربيد مم      |
| R401     | R401-448      | 140 طن            | 39.2 م |                                                                         | تم إطلاقه عام 1943-1945 ولم يكتمل معظمه في نهاية الحرب |